# Diclinanona
Diclinanona là chi thực vật có hoa trong họ Annonaceae.